# Gurkspelen
Gurkspelen är ganska stora tävlingar i friidrott i Västerås som arrangeras av  Västerås FK. Tävlingarna är uppdelade på inomhus-, kallade Inlagda Gurkspelen, och utomhustävlingar samt med separata tävlingar för de yngre, kallat för Mini Gurkan. 1998 gjorde Lilla sportspegeln i SVT ett specialprogram om Gurkspelen.